# A Quick One
A Quick One este al doilea album al trupei engleze de rock The Who, lansat în 1966. Directorii companiei de înregistrări americane Decca Records au lansat albumul sub numele de Happy Jack deoarece titlul original cu care albumul a fost lansat în Marea Britanie avea conotații sexuale. De asemenea s-a optat pentru acest titlu în SUA și datorită cântecului "Happy Jack" care intrase în Top 40 în State. "Happy Jack" nu a fost inclusă pe versiunea britanică a albumului însă a fost lansată ca single. 

## Tracklist
1. "Run Run Run"
2. "Boris The Spider"
3. "I Need You"
4. "Whiskey Man"
5. "Heat Wave"
6. "Cobwebs and Strange"
7. "Don't Look Away"
8. "See My Way"
9. "So Sad About Us"
10. "A Quick One, While He's Away"